# Kastu
Kastu est un quartier du district Runosmäki-Raunistula à Turku en Finlande,.

## Description
Kastu est  situé à environ deux kilomètres au nord du centre-ville, entre la route de Tampere et la rue Raunistula puistotie.
Kastu se compose principalement de zones résidentielles à faible densité.

## Galerie

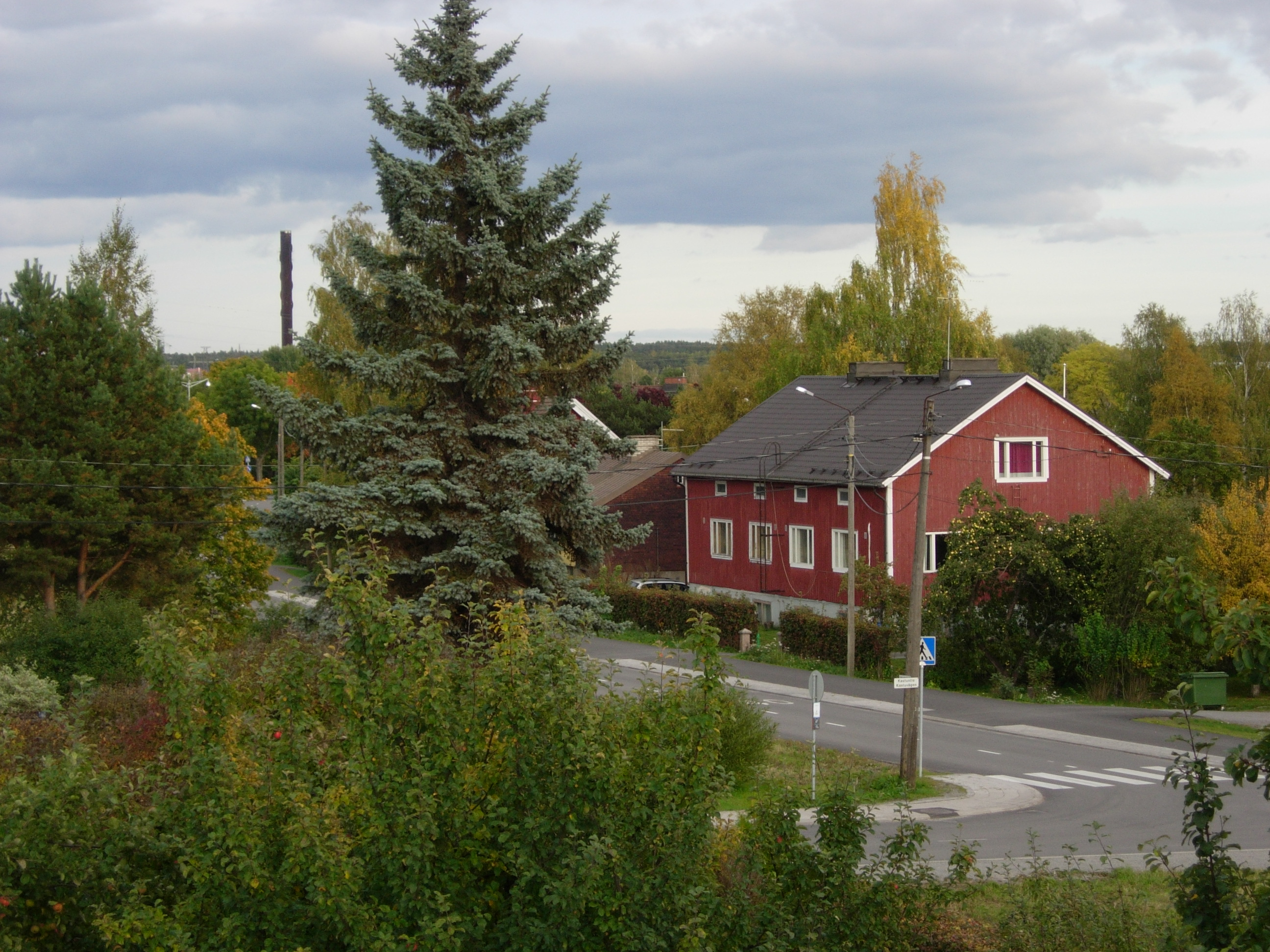
Kastakaisenkatu.
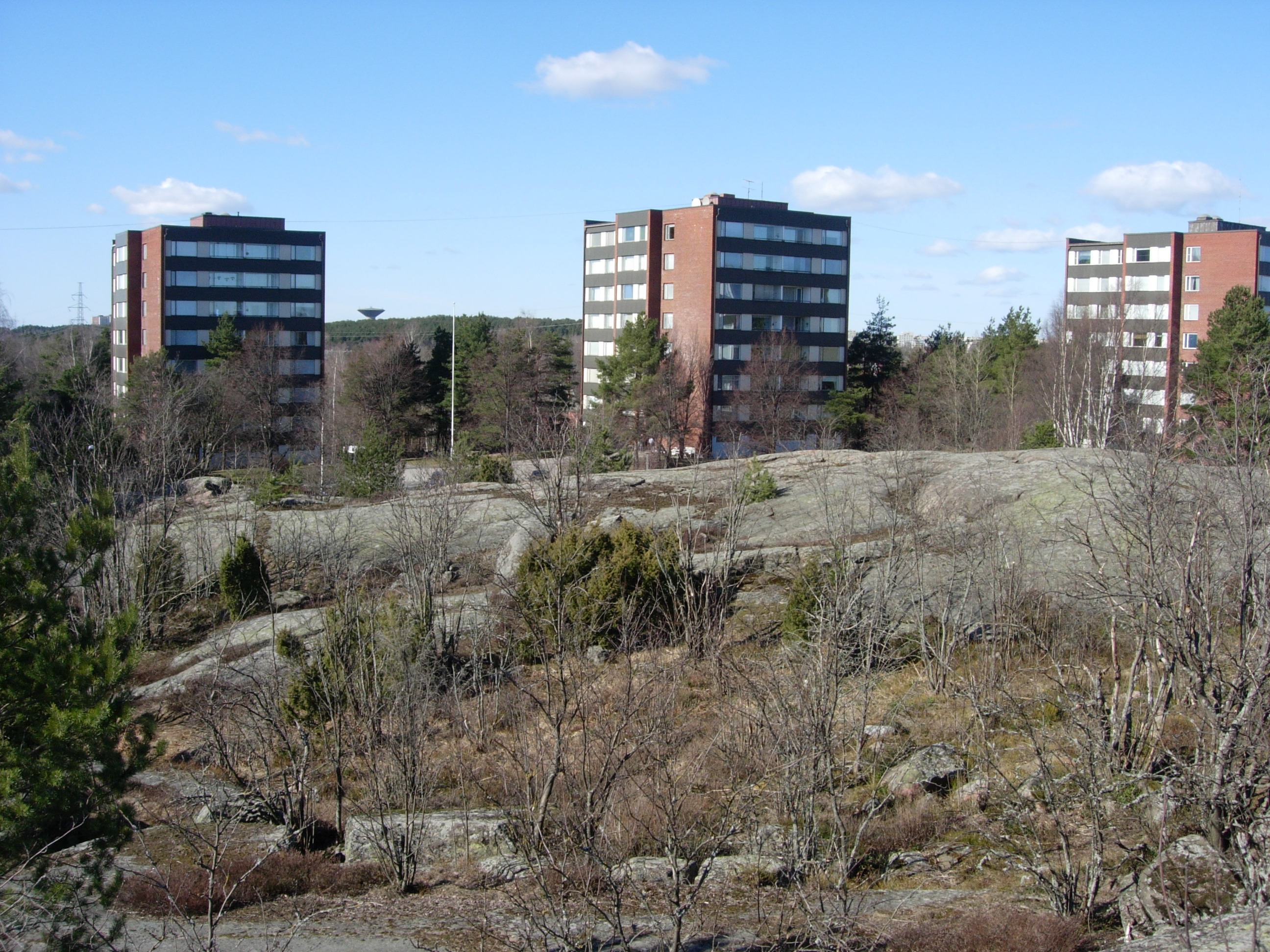
Mullintie.
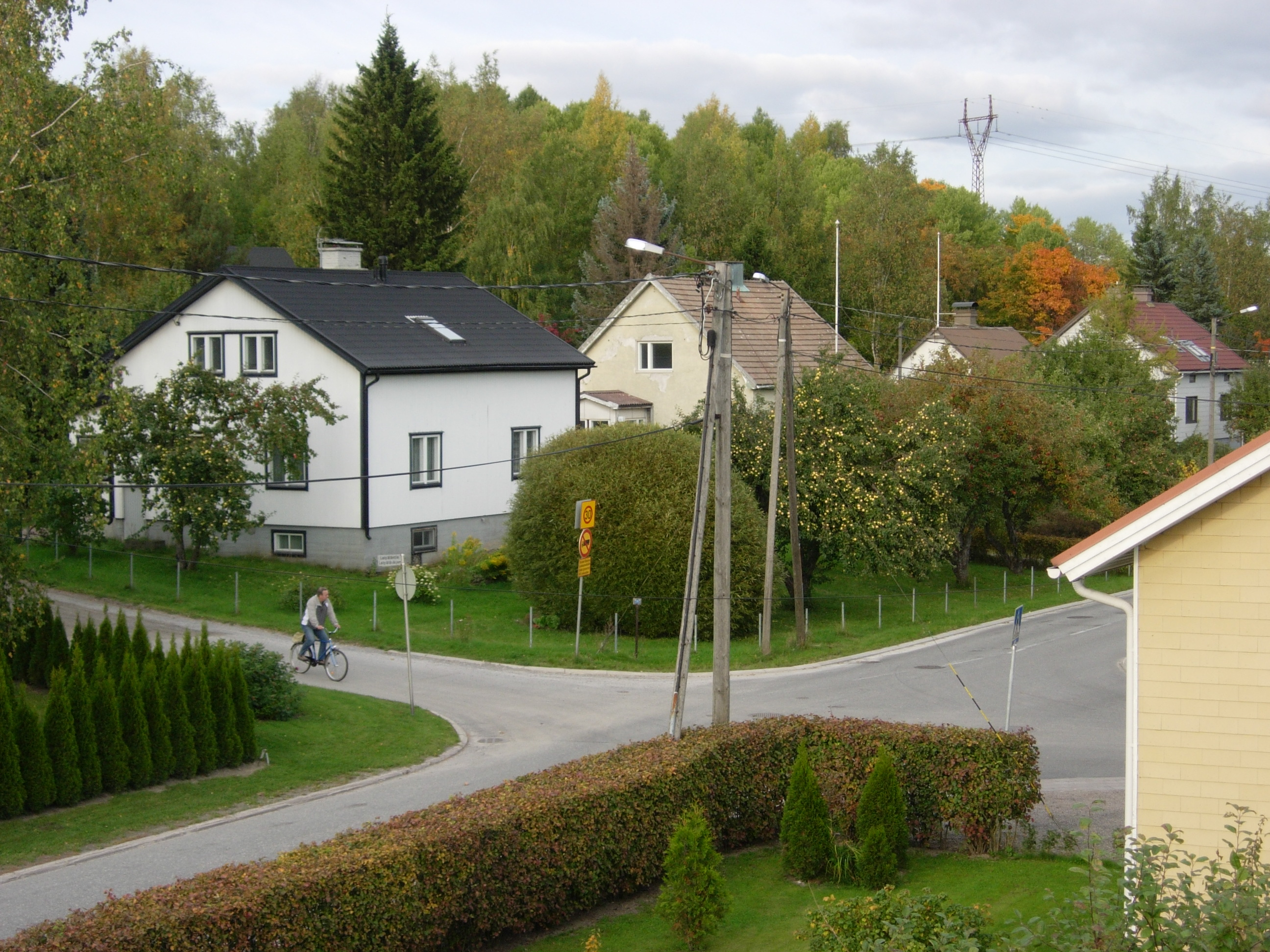
Leipäläntie et Kastuntie.
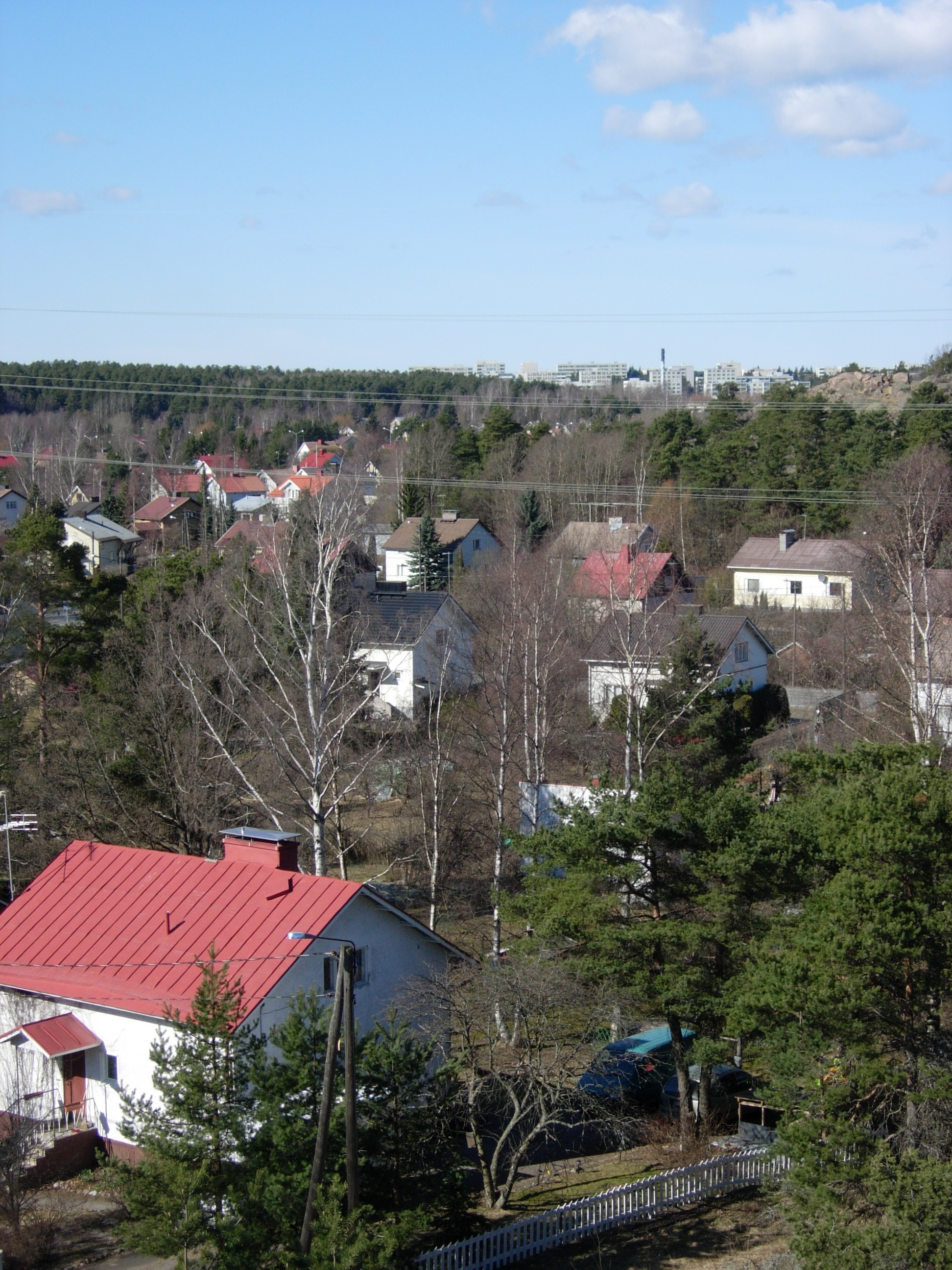
Vue de Taskulantie 2.
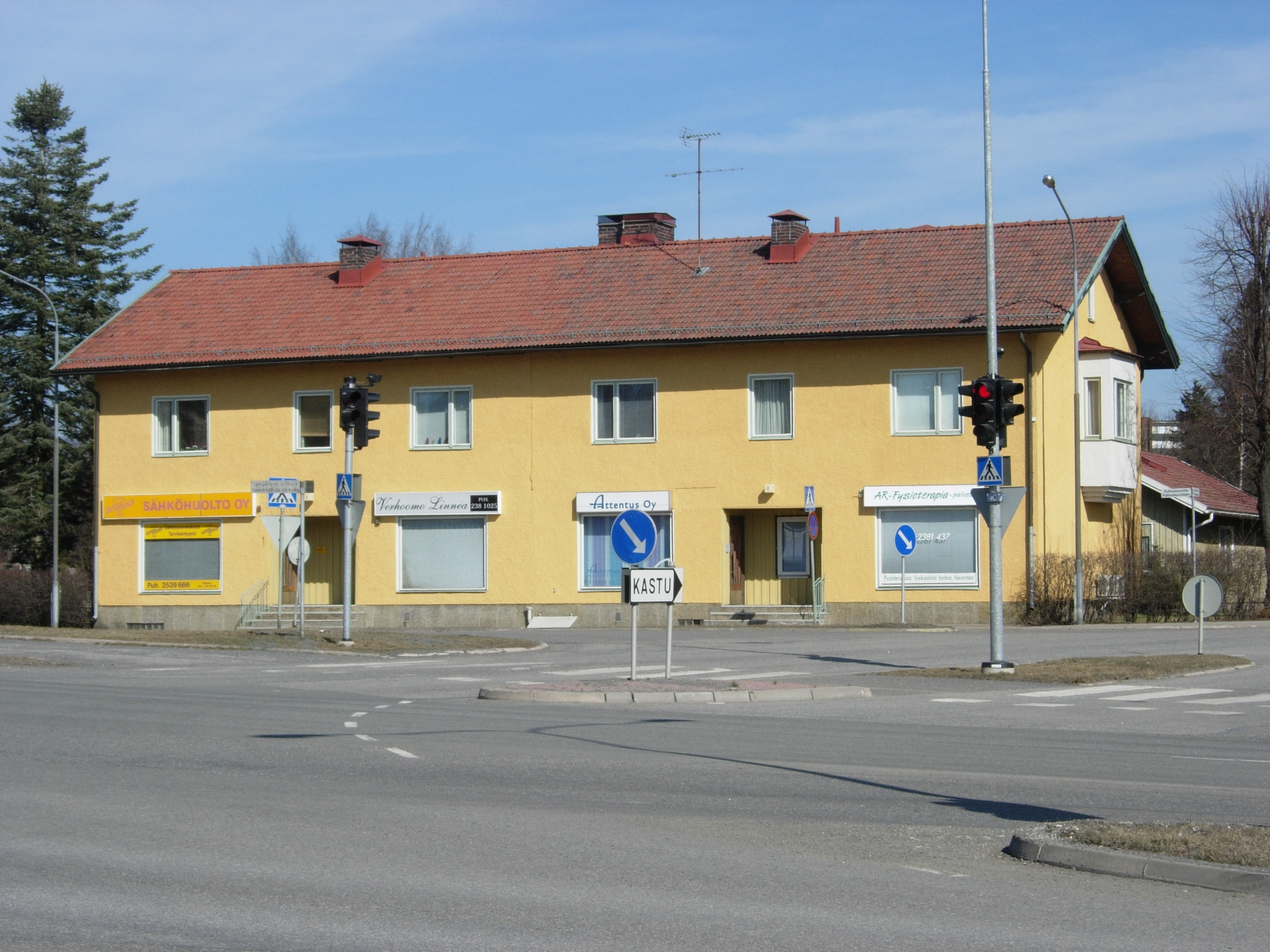